# ماري كولير
ماري كولير (بالإنجليزية: Marie Collier)‏ هي مغنية ومغنية أوبرا أسترالية، ولدت في 16 أبريل 1927 في بالارات في أستراليا، وتوفيت في 8 ديسمبر 1971 في لندن في المملكة المتحدة.

## وصلات خارجية
- ماري كولير على موقع ميوزك برينز (الإنجليزية)
- ماري كولير على موقع أول ميوزيك (الإنجليزية)
- ماري كولير على موقع ديسكوغز (الإنجليزية)